# Chickamauga (Geórgia)
Chickamauga é uma cidade localizada no estado americano de Geórgia, no Condado de Walker.

## Demografia
Segundo o censo americano de 2000, a sua população era de 2245 habitantes.
Em 2006, foi estimada uma população de 2517, um aumento de 272 (12.1%).

## Geografia
De acordo com o United States Census Bureau tem uma área de
4,7 km², dos quais 4,7 km² cobertos por terra e 0,0 km² cobertos por água.

## Localidades na vizinhança
O diagrama seguinte representa as localidades num raio de 16 km ao redor de Chickamauga.